# Unhos
Unhos is een plaats (freguesia) in de Portugese gemeente Loures en telt 10531 inwoners (2001).